# 飛騨高山ケーブルネットワーク
飛騨高山ケーブルネットワーク株式会社（ひだたかやまケーブルネットワーク）は、岐阜県高山市に本社を置くケーブルテレビ局である。愛称はHit net TV!。東海デジタルネットワークセンターに加盟している。

## 概要
2007年（平成19年）8月に廃止された高山市営有線放送施設を引き継ぐ形で発足。
マスコットに、緑色の体をしたHitくんがいる。番組と番組の間には戦隊もののような5色のHitくんも登場する。そのときの中央は緑色のHitくん。Hitくんの兄弟に、ピンク色のヒットミちゃんがいる。

## 本社所在地
- 岐阜県高山市上岡本町5丁目579番地

## サービスエリア
- 岐阜県[1]
  - 高山市（全域）
  - 飛騨市

全域
- - 河合地域（旧・吉城郡河合町）
  - 宮川地域（旧・吉城郡宮川町）

一部
- - 古川地区（旧・吉城郡古川町）
（上気多の一部、杉崎の一部、太江、袈裟丸の一部、野口、末真、戸市、数河、谷、信包、黒内、笹ヶ洞、寺地、上野、中野、下野、高野、平岩、畦畑）
  - 神岡地区（旧・吉城郡神岡町）
吉ヶ原、割石、二ツ屋、東漆山、西漆山、佐古、跡津川、牧、土、東茂住、西茂住、杉山、横山、中山、谷、柏原、巣山、山田、吉田、麻生野、数河、石神、和佐保、伊西、森茂、岩井谷、下之本、打保、瀬戸、和佐府、西、伏方、小萱の一部、釜崎の一部
  - 白川村（インターネット接続サービスのみ）
大字飯島、大字鳩谷、大字荻町、大字木谷、大字島、大字長瀬、大字平瀬、大字保木脇、大字馬狩、大字牧、大字御母衣、大字芦倉、大字有家ヶ原、大字椿原

## 沿革
- 2006年（平成18年）10月27日 - 会社設立。
- 2007年（平成19年）8月1日 -
  - 旧・高山市営有線放送施設の施設を引き継ぎ、開局（高山市国府町・飛騨市古川町エリア）。
  - 東海デジタルネットワークセンターに加盟[2]。
  - 地上デジタル放送・BSデジタル放送・CSデジタル放送（CATVデジタル放送）の再送信開始
- 2011年（平成23年）7月24日 - アナログ放送の終了に伴い、デジアナ変換による地上アナログ放送の再送信を開始。
- 2017年（平成29年）
  - 3月31日 - デジアナ変換による地上アナログ放送の再送信を終了。
  - 8月6日 - 『Hit net TV! 開局10周年企画 × アピタの夏祭り』を、アピタ飛騨高山店にて開催[3]。
  - 10月28日 -『Hit net TV! 開局10周年企画「ナショジオ オープンキャンパス ～ココリコ田中の動物これ知ってた？～」』を、飛騨・世界生活文化センターにて番組公開収録として開催[4]。
  - 11月23日 - HitNetTVの開局10周年とHitsFM開局20周年を記念して、初めての共同企画番組「あんきなラ・テ・ネ」が放送された[5]。上三之町の舩坂酒造店から公開生放送から生中継された[6]。
- 2018年（平成30年）
  - 5月3日 -「あんきな ラ・テ・ネ 第2弾」を開催[7]。FRESH LIVEでも同時配信された。
  - 7月28日 -「あんきな ラ・テ・ネ 第3弾」を開催[8]。飛騨高山まちの体験交流館から生中継された。
- 2023年（令和5年）
  - 2月 - Hit net 15周年感謝企画として「沼にハマってきいてみた」を毎週放送。
  - 3月5日から3月10日 - Hit net 15周年感謝企画「新日本紀行ふたたび「合掌の里の秋祭り」～白川村～」を放送。
  - 3月11日から3月17日 - Hit net 15周年感謝企画「金とく北アルプス大縦走 ああ絶景！雲上の楽園（前編・後編）」を放送。

## ケーブルテレビサービス
- 「ケーブルテレビ」参照
- 詳細は当該サイト参照

### 利用料金
詳細は当該サイト参照

### テレビ（チャンネル）
地上デジタル放送※すべてハイビジョン画質
| リモコンID | 放送局名                          | 本体の表示番号 |
| ---------- | --------------------------------- | -------------- |
| 1          | 東海テレビ                        | 011            |
| 2          | NHK Eテレ                         | 021            |
| 3          | NHK 総合                          | 031            |
| 4          | 中京テレビ                        | 041            |
| 5          | CBC                               | 051            |
| 6          | メ～テレ                          | 061            |
| 8          | ぎふチャン                        | 081            |
| 12         | ヒットチャンネル（高山市）        | 121            |
| 12         | 飛騨市 自主放送（古川町・神岡町） | 121            |

2K BSデジタル放送※すべてハイビジョン画質
| リモコンID         | 放送局名             | 本体の表示番号 |
| ------------------ | -------------------- | -------------- |
| 1                  | NHK BS               | 101            |
| 4                  | BS 日テレ            | 141            |
| 5                  | BS 朝日              | 151            |
| 6                  | BS-TBS               | 161            |
| 7                  | BS テレ東            | 171            |
| 8                  | BS フジ              | 181            |
| 9                  | WOWOW プライム       | 191            |
| 9                  | WOWOW ライブ         | 192            |
| 9                  | WOWOW シネマ         | 193            |
| 10                 | BS10                 | 200            |
| 10                 | BS10スターチャンネル | 201            |
| 11                 | BS11                 | 211            |
| 12                 | BS12 トゥエルビ      | 222            |
|                    | 放送大学テレビ       | 231            |
| 放送大学テレビ     |                      |                |
| 232                |                      |                |
| 260                | J:COM BS             |                |
| BSよしもと         | 265                  |                |
| 放送大学（ラジオ） | 531                  |                |

4K8K BSデジタル放送※すべてスーパーハイビジョン画質
| リモコンID | 放送局名              | 本体の表示番号 |
| ---------- | --------------------- | -------------- |
| 1          | NHK BSプレミアム4K    | 101            |
| 4          | BS 日テレ 4K          | 141            |
| 5          | BS 朝日 4K            | 151            |
| 6          | BS-TBS 4K             | 161            |
| 7          | BS テレ東 4K          | 171            |
| 8          | BS フジ 4K            | 181            |
| 11         | ショップチャンネル 4K | 211            |
| 12         | 4K QVC                | 221            |

FMラジオ
| チャンネル番号 | 放送局名 |
| -------------- | -------- |
| 76.5MHz        | Hits FM  |
| 80.0MHz        | FM GIFU  |
| 86.1MHz        | NHK FM   |

### 自主制作番組
- 2023年02月現在
  - ひだいろ手帖（月1回更新）
    - 飛騨地域の歴史や文化、自然などを紹介する教養ドキュメント番組。「飛騨の歴史」、「風土」、「人」、「産業」など毎回さまざまなテーマで、地域の魅力を発見し、掘り下げる。
    - ネット局（いずれも時差ネット）

| 放送対象地域 | 放送局名                  | 放送時間                           | 放送期間    |
| ------------ | ------------------------- | ---------------------------------- | ----------- |
| 可児市       | ケーブルテレビ可児（CTK） | 毎月第4週 土～金曜日 9:00 - 9:30   | 2022年4月 - |
| 可児市       | ケーブルテレビ可児（CTK） | 16:30 - 17:00                      | 2022年4月 - |
| 可児市       | ケーブルテレビ可児（CTK） | 20:00 - 20:30 ※放送時間に変更あり  | 2022年4月 - |
| 下呂市       | 下呂ネットサービス（GNS） | 毎週月・水・金・日曜 20:30 - 21:00 | 2022年4月 - |
| 下呂市       | 下呂ネットサービス（GNS） | 毎週火・木・土曜 12:30 - 13:00     | 2022年4月 - |

- - わがまち再発見（月1回更新）
    - 飛騨地域の歴史や文化、自然などを紹介する。ナビゲーターは篠原千咲。
    - ネット局（いずれも時差ネット）

| 放送対象地域 | 放送局名                  | 放送時間                                       | 放送期間                          |
| ------------ | ------------------------- | ---------------------------------------------- | --------------------------------- |
| 可児市       | ケーブルテレビ可児（CTK） | 毎月第4週 月～日曜 9:00 - 9:30                 | 2007年 - 2021年9月 （ネット終了） |
| 可児市       | ケーブルテレビ可児（CTK） | 16:30 - 17:00                                  | 2007年 - 2021年9月 （ネット終了） |
| 可児市       | ケーブルテレビ可児（CTK） | 20:00 - 20:30 ※放送時間に変更あり              | 2007年 - 2021年9月 （ネット終了） |
| 恵那市       | アミックスコム            | 毎週月・水・金曜 8:15 - 8:45                   | 2007年 -                          |
| 恵那市       | アミックスコム            | 14:15 - 14:45                                  | 2007年 -                          |
| 恵那市       | アミックスコム            | 22:15 - 22:45                                  | 2007年 -                          |
| 輪之内町     | 輪之内光サービス（RoO）   | 毎週月～日曜 19:30 - 20:00 ※放送時間に変更あり | 2007年 -                          |

地域密着番組「ひだびゅ～」
飛騨高山の身近なニュースを送る。
週間「ひだびゅ～」増刊号！
「ひだびゅ～」で放送された飛騨高山の出来事をまとめたニュース番組。
高山市議会中継（録画）※「飛騨市 自主放送」でも放送
市議会の審議を中継（録画放送）で放送。YouTubeでのアーカイブ配信もある。
ハイ、市役所ですPlus
高山市の職員が出演し、現在の高山市の施策・事業などの紹介を行う。YouTubeでのアーカイブ配信もある。
私なりのSDGs宣言
高山市が進める「私なりのSDGs宣言」をした団体や企業を紹介する。YouTubeでのアーカイブ配信もある。
わくわく元気ッズ
高山市内の幼稚園や保育園を訪問し、子どもたちの元気な姿を紹介。
ごぼうチャンネル
高山市にある寺院「高山別院」が制作している童話をひもとく、仏教の宗教番組。YouTubeでのアーカイブ配信もある。

### 過去の自主放送
ヒット君がゆく
高山市内のイベント情報や季節のお勧め情報、お店の情報など、地域に密着した街角の情報を紹介する。
飛騨高山情報局
高山市内を中心に各地で行われたイベントや行事などを取材し、1番組あたり3～4本の素材を放送する。また、イベント取材者などが出演し、イベントの告知なども行う。
うたカラ
誰でも参加できる視聴者参加型カラオケ番組。
中日新聞記者便り
中日新聞社高山市局の記者が取材した情報を新聞の紙面を交えつつ、取材時の想いや裏話など、記者の言葉で解説する。
議会傍聴席
高山市議会の様子を生中継と録画で放送する。
週刊高山ニュース
高山市の広報番組。毎週金曜日に放送されていた。

### 他局番組
- CS
  - ショップチャンネル（毎日／深夜1時～翌日6時まで）
  - QVCショッピング（毎日／早朝6時～朝7時）
  - 寄席チャンネル(落語・演芸)（毎日／朝8時～朝9時）
  - ディズニー・チャンネル（月・水・金・日／夕方4時～夕方5時）
  - ディズニージュニア（火・木・土／夕方4時～夕方5時）
  - ミュージック・ジャパンTV
- 地上波
  - ぎふ県政ほっとライン（火／夜7時～夜7時30分）- ぎふチャン制作
- ケーブルテレビ
  - Net3ワンゲル部（月～金／昼1時30分～昼2時00分）- Net3制作
  - 満天!ゆるりと下呂（月～金／夜6時30分～夜6時45分）- シーシーエヌ制作
  - ハイスポ＋（月～金／夜6時30分～夜6時45分）- ※放送日変更あり
  - 壮観劇場（月・火／昼1時～昼1時30分）- ケーブルテレビ徳島制作
  - あいラブせんりゅう（水／昼1時～昼1時30分）- 大崎ケーブルテレビ制作
  - 伊勢美し国から（水／夜7時～夜7時30分）- ZTV制作

## インターネット接続サービス
- 「インターネットサービスプロバイダ」参照
- 詳細は当該サイト参照

## ケーブルライン
- 「ケーブルライン」参照
- 詳細は当該サイト参照

## Hitスマホ
ソフトバンク回線を利用した格安スマホである。ソフトバンク回線を使ったケーブルテレビのスマホはここと、オプテージが提供する「mineo」のみである。
- 「格安スマホ」参照
- 詳細は当該サイト参照